# Sixto Palavecino
Sixto Doroteo Palavecino (Barrancas, provincia de Santiago del Estero, Argentina, 31 de marzo de 1915 - Santiago del Estero, Argentina, 24 de abril de 2009) fue un  músico y cantante del folclore argentino. Obtuvo numerosos premios a lo largo de su trayectoria, incluyendo un Premio Konex como uno de los mejores instrumentistas de folklore de la historia en Argentina.

## Discografía

### Mensaje quichua
| 01 | Mensaje quichua                 | 01:57 |
| 02 | Ampisunaas Amorani              | 02:25 |
| 03 | Zamba para el tiempo si amor    | 03:17 |
| 04 | Sumitag Fani (Lindita Fani)     | 01:56 |
| 05 | Shaticu (Meterete)              | 01:55 |
| 06 | Pájaro Caparilu (Pájaro Gritón) | 02:28 |
| 07 | Corazones hermanados            | 02:23 |
| 08 | Violín de Barranca              | 02:06 |
| 09 | Voz de un sentimiento           | 02:05 |
| 10 | Causay (Vida)                   | 02:44 |
| 11 | Waqcha noqa (Pobre de mí)       | 03:35 |
| 12 | Leoncito                        | 01:41 |
| 13 | Madre tierra                    | 02:08 |
| 14 | Domina el pensamiento           | 02:15 |

### RCA Club
| 01 | Pá que bailen              | 02:23 |
| 02 | Así es mi Gato             | 01:37 |
| 03 | Mañanitas loretanas        | 03:13 |
| 04 | A los cantores de Salavina | 02:09 |
| 05 | La amorosa                 | 03:15 |
| 06 | Carbonerito santiagueño    | 01:44 |
| 07 | Historia de un sufrido     | 01:51 |
| 08 | Cuando muere el sol        | 03:20 |
| 09 | Agrede soy rezongón        | 02:00 |
| 10 | El andariego               | 02:20 |
| 11 | Para mi bombo legüero      | 01:54 |
| 12 | Evocación santiagueña      | 03:18 |
| 13 | Chacarera del cacareo      | 01:52 |
| 14 | El astro en Santiago       | 01:54 |

### Cuidando su identidad, 1998
| 01 | Hondas raíces              | 02:08 |
| 02 | Para que me habrán mirado  | 03:15 |
| 03 | Duendecito                 | 02:08 |
| 04 | Cuidando su identidad      | 01:58 |
| 05 | Kuska (Juntos)             | 02:28 |
| 06 | Dulce criolla de mi tierra | 02:18 |
| 07 | Pa`tata Martín             | 02:19 |
| 08 | Mishquicitú (dulcecito)    | 02:33 |
| 09 | Iluminada                  | 01:48 |
| 10 | Añapita                    |       |

### Pa'que bailen!
1. Pa'que bailen (02:24)
2. Nostalgia salavinera (02:03)
3. La amorosa (03:14)
4. La atamishqueña (02:10)
5. La huajchita (02:02)
6. Coplitas amanecidas (02:17)
7. Coplitas para mi llanto (01:50)
8. Como el sacha mischi (02:01)
9. Vidala del adiós (02:15)
10. El escondido (02:22)
11. El piguncha (02:04)
12. El huarmilo (02:14)
13. Buscando olvido (03:08)
14. Hacia tu adiós (03:08)
15. Ayayitay (02:03)
16. A mi madre (02:03)